# Pseudobiceros hancockanus
Pseudobiceros hancockanus es una especie de platelmintos marinos hermafroditas de la familia Pseudocerotidae.

## Descripción
Según el Atlas marino de Baensch, "P. hancockanus es de color azul intenso a negro con bandas periféricas blancas y anaranjadas y una franja púrpura. Las dos antenas cefálicas cortas se pasan por alto fácilmente porque son del mismo color que el cuerpo. En la parte inferior, esta especie es púrpura con una línea medial". P. hancockanus es muy similar en apariencia a P. uniarborensis, aunque el margen de P. uniarborensis es gris translúcido con una línea blanca solo en el exterior, mientras que el margen de P. hancockanus es blanco brillante. Puede crecer hasta 14 cm (5,5 pulgadas) de largo.

## Hábitat y distribución
Pseudobiceros hancockanus vive en mares cálidos, a veces en arrecifes de coral, otras veces entre fragmentos de coral o piedras. Se ha observado cerca de lugares como Indonesia, Fiyi y Kenia.

## Dieta
Se cree que se alimenta de pequeños invertebrados que viven en esponjas en los arrecifes de coral y del propio coral.

## Comportamiento
Pseudobiceros hancockanus puede nadar largas distancias, ondulando los bordes de su cuerpo.

## Reproducción
Al igual que otros miembros del género Pseudobiceros, P. hancockanus es hermafrodita y cada individuo puede funcionar como macho o hembra. El apareamiento entre dos gusanos se realiza por medio de lo que se denomina esgrima de penes, ya que cada gusano intenta inyectar, a través de la piel, esperma en el otro con sus pene achatado, mientras intenta evitar ser inseminado.